# Al Snow
Pour les articles homonymes, voir Snow.
Allen Blake Sarven (né le 18 juillet 1963 à Lima (Ohio)) est un catcheur (lutteur professionnel), un entraîneur et un promoteur de catch américain connu sous le nom de ring de Al Snow.
Il commence sa carrière dans diverses fédérations du Midwest avant de se faire connaitre à la Extreme Championship Wrestling (ECW) puis à la Smoky Mountain Wrestling (SMW) dans la deuxième moitié des années 1990. Il y remporte une fois le championnat par équipes avec Unabomb.
Il travaille ensuite à la World Wrestling Federation de 1995 à 1997 sous les noms de ring d'Avatar et Leif Cassidy avant de retourner à la ECW. Il y est mis en valeur et retourne à la WWF en 1998.
En 1998, il est le leader de la J.O.B. Squad (en) et remporte à six reprises le championnat hardcore de la WWF, une fois le championnat européen de la WWF ainsi qu'une fois le championnat du monde par équipes de la WWF avec Mankind. Dans les années 2000, il entraîne de nombreux catcheurs. Son contrat de catcheur avec la WWE s'arrête en 2007 mais il continue à former de jeunes catcheurs de la WWE.

## Jeunesse
Savern est fan de catch d'abord en regardant la fédération de catch de The Sheik puis la Georgia Championship Wrestling.

## Carrière de catcheur

### Débuts (1982-1994)
Savern commence à s'entraîner auprès de Ole et Gene Anderson (en) en Caroline du Nord. Gene lui casse le nez durant une session d'entraînement.
Quand il retourne dans l'Ohio, il continue son apprentissage auprès de Jim Lancaster,. Il commence sa carrière à la Midwest Championship Wrestling et bat Lancaster pour être champion de cette fédération le 5 juillet 1985. Il remporte d'autres titre durant le reste des années 1980 et est aussi entraîneur de catch en formant notamment Dan Severn.

### Extreme Championship Wrestling(1994-1995)
Snow fait un bref passage à la Extreme Championship Wrestling (ECW) entre fin 1994 et février 1995. Il fait un match télévisé diffusé le 17 janvier 1995 où il perd face à Osamu Nishimura (en). Il quitte cette fédération peu de temps après car Jim Cornette lui propose de rejoindre la Smoky Mountain Wrestling. De plus, il n'entre pas alors dans les plans de Paul Heyman, le promoteur de la ECW.

### Smoky Mountain Wrestling(1994-1995)
Snow commence à travailler ponctuellement à la Smoky Mountain Wrestling (SMW) en 1994. Il est notamment un des participants du tournoi pour désigner le nouveau champion du monde poids lourd de la National Wrestling Alliance. Il se fait éliminer dès le premier tour par Chris Candido.
Il retourne à la SMW après son passage à la Extreme Championship Wrestling et fait équipe avec Unabomb. Ils deviennent les rivaux de The Rock 'n' Roll Express (en) (Ricky Morton et Robert Gibson). Ils battent The Rock 'n' Roll Express le 7 avril 1995 dans un Coal Miner's Glove match par équipes et remportent le championnat par équipes de la SMW. Leur règne prend fin le 15 juillet après leur défaite face à The Thugs (Dirty White Boy (en) et Tracy Smothers). Le 4 août au cours du Superbowl of Wrestling, il bat Marty Jannetty et devient champion poids lourd de la Midwest Territorial Wrestling. Il en est le dernier champion puisque la MTW ferme ses portes fin septembre. Il reste à la SMW jusqu'en octobre où il signe un contrat avec la World Wrestling Federation.

### World Wrestling Federation(1995-1997)
Savern signe un contrat avec la World Wrestling Federation (WWF) en septembre 1995. Il lutte sous le nom d'Avatar et porte un masque. Son premier combat télévisé a lieu le 23 octobre où il bat rapidement Brian Walsh.
Il change à deux reprises de nom de ring en 1996 en luttant brièvement sous le nom de Shinobi avant d'ôter son masque et de se faire appeler Leif Cassidy. Il s'allie avec Marty Jannetty avec qui il forme les New Rockers. Le 29 avril, ils perdent un match par équipes face aux Godwinns (Henry O. et Phineas I. Godwinn) pour désigner les challengers pour le championnat du monde par équipes de la WWF. Ils participent à un match à quatre équipes à élimination pour le championnat du monde par équipes le 18 août à SummerSlam où ils se font éliminer par les Godwinns. Ils s'allient avec Owen Hart et le British Bulldog le 17 novembre au cours des Survivor Series où ils perdent un match par équipes à élimination face aux Godwinns, Doug Furnas et Philip LaFon. Cassady se fait éliminer par Philip LaFon. Après ce spectacle, Jannetty quitte la WWF laissant Cassady lutter seul.
Il est un jobber et perd le 17 février 1997 un match pour le championnat intercontinental de la WWF face à Rocky Maiva. Il reste à la WWF jusqu'au mois de juillet.

### Extreme Championship Wrestling(1997-1998)

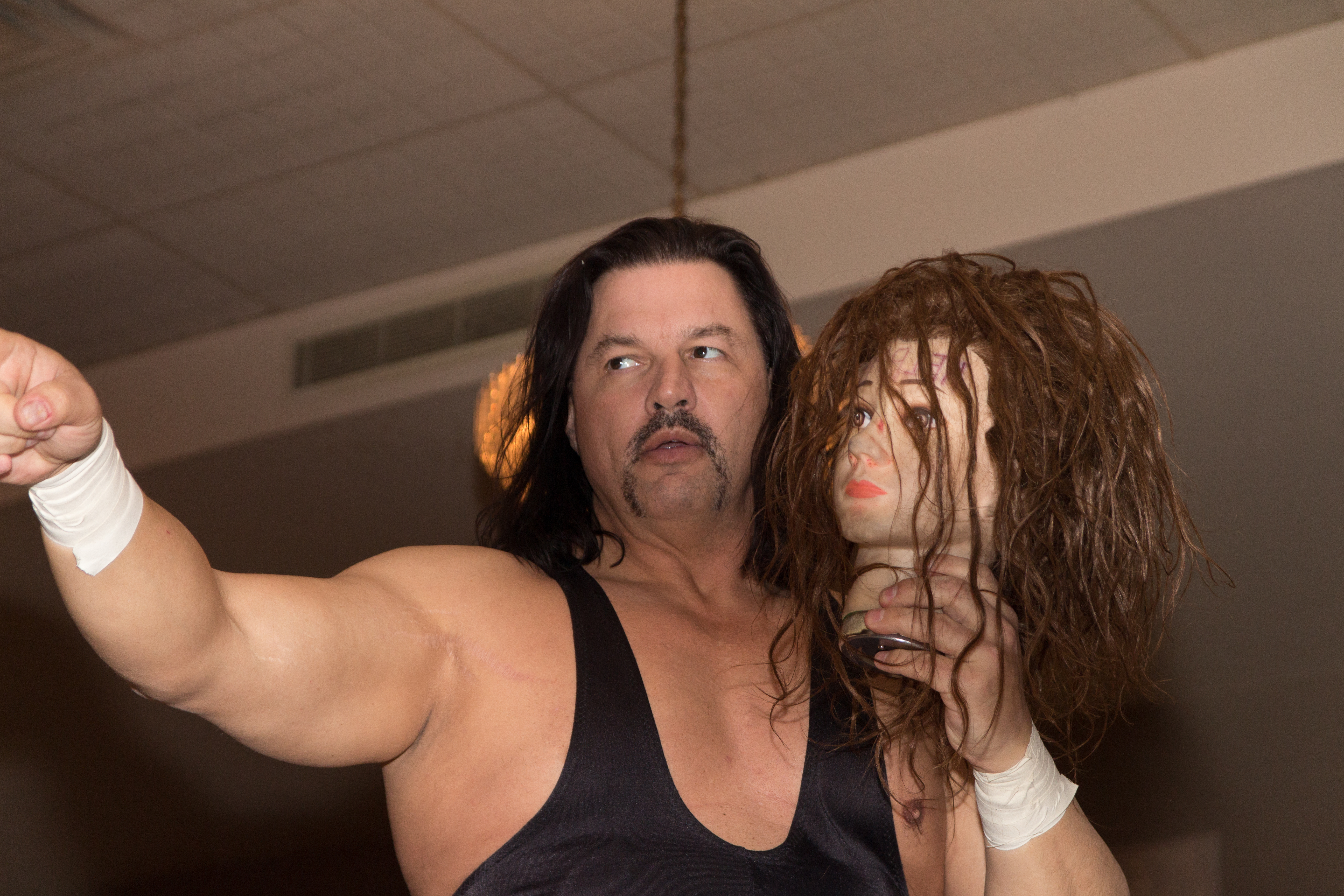
Al Snow parle à Head.

Savern retourne à l'Extreme Championship Wrestling (ECW) tout en restant sous contrat avec la WWF. Paul Heyman, le propriétaire et booker de l'ECW lui donne carte blanche pour créer un gimmick. Il reprend le nom de ring d'Al Snow et décide d'incarner un schizophrène parlant à une tête de mannequin nommé Head. Il perd son premier combat à l'ECW le 17 août 1997 à Hardcore Heaven face à Rob Van Dam. Malgré sa défaite, il impressionne le public et Heyman qui décide de le mettre en avant.
En 1998, il devient le rival de Shane Douglas qui est alors le champion du monde poids lourd de l'ECW. Le 1er mars à Living Dangerously, il fait équipe avec Lance Storm et ils battent Douglas et Chris Candido. Snow devient challenger pour le titre de champion du monde poids lourd de l'ECW détenu par Douglas à la suite de cette victoire. Ils s'affrontent le 3 mai au cours de Wrestlepalooza où Douglas conserve son titre.

### World Wrestling Federation / World Wrestling Entertainment(1998-2008)
Snow retourne à la World Wrestling Federation (WWF) le 28 juin 1998 au cours de King of the Ring où il fait équipe avec Head et perd un match par équipes face à Brian Christopher et Scotty 2 Hotty arbitré par Jerry Lawler.

### Retour à la TNA (2010-2017)

#### Retour à la TNA, diverses rivalités et départ (2010-2017)
Il effectue un retour à la TNA en affrontant Rhino et Brother Runt à Hardcore Justice 2010, match qu'il perd contre Rhino.
En 2012, il devient juge du GutCheck, concept qui consiste à évaluer chaque mois un jeune catcheur indépendant, le rôle des juges est de décider si oui ou non il mérite un contrat.
Le 14 octobre, lors de Bound for Glory, il perd face à Joey Ryan à cause d'une intervention de Matt Morgan et offrant ainsi à Joey Ryan un contrat à la TNA.
Le 19 juin 2017, il annonce son départ de la compagnie.

### Promoteur de l'Ohio Valley Wrestling(2018-...)
Al Snow rachète l'Ohio Valley Wrestling (OVW) en avril 2018. IL en reste propriétaire jusqu'au début de l'année 2021 où il annonce la vente de cette fédération à Matt Jones et Craig Greenberg. Snow reste cependant impliqué dans le fonctionnement de cette fédération.

## Palmarès
- Allied Independent Wrestling Federations (AIWF)
  - 2 fois champion du monde par équipes de l'AIWF (sous le nom de Diamond Dave) avec Don Carson[25]
- Border City Wrestling (BCW)
  - 1 fois champion par équipes de la BCW avec Denny Kass[26]
- Federacion Nacional de Lucha Libre
  - 1 fois champion de la ZDC[27]
- High Risk Pro Wrestling (HRPW)
  - 1 fois champion poids lourd de la HRPW[28]
- Jersey All Pro Wrestling (JAPW)
  - 1 fois champion poids lourd de la JAPW[29]
- Midwest Territorial Wrestling (MTW)
  - 2 fois champion poids lourd de la MTW[9]
  - 1 fois champion par équipes de la MTW avec Ray Roberts[30]
- Pro Wrestling Ulster (PWU)
  - 1 fois champion de la PWU[31]
- Qatar Pro Wrestling (QPW)
  - 1 fois champion par équipes de la QPW avec Apolo (en) (actuels)[32]
- Smoky Mountain Wrestling (SMW)
  - 1 fois champion par équipes de la SMW avec Unabomb[33]
- Top of the World Wrestling (TOW)
  - 1 fois champion par équipes de la TOW avec Pierre Carl Ouellet[34]
- USA Pro Wrestling (USA Pro)
  - 1 fois champion poids lourd de la USA Pro[35]
- World Wrestling Association (en) (WWA)
  - 1 fois champion du monde par équipes de la WWA avec Mickey Doyle[36]
- World Wrestling Federation (WWF)
  - 6 fois champion hardcore de la WWF[37]
  - 1 fois champion européen de la WWF[38]
  - 1 fois champion du monde par équipes de la WWF avec Mankind[39]

## Récompenses des magazines
- Pro Wrestling Illustrated

| Année | 1993       | 1994 | 1995       | 1996 | 1997       | 1998 | 1999 | 2000        | 2001 | 2002 |
| ----- | ---------- | ---- | ---------- | ---- | ---------- | ---- | ---- | ----------- | ---- | ---- |
| Rang  | 379        | 112  | 56         | 90   | 140        | 70   | 52   | 97          | 99   | 129  |
| Année | 2003       | 2004 | 2005       | 2006 | 2007       | 2008 | 2009 | 2010 à 2015 | 2016 |      |
| Rang  | Non classé | 131  | Non classé | 184  | Non classé | 348  | 256  | Non classé  | 329  |      |